# Чижатице
Чижатице (слч. Čižatice) насељено је мјесто са административним статусом сеоске општине (слч. obec) у округу Кошице-околина, у Кошичком крају, Словачка Република.

## Становништво
| Година:    | 1994. | 2004.   | 2014.   | 2024.   |
| ---------- | ----- | ------- | ------- | ------- |
| Број људи: | 362   | 364     | 385     | 409     |
| Разлика:   |       | +0,55 % | +5,76 % | +6,23 % |

| Година:    | 2023. | 2024.   |
| ---------- | ----- | ------- |
| Број људи: | 403   | 409     |
| Разлика:   |       | +1,48 % |

Према подацима о броју становника из 2011. године насеље је имало 382 становника.